# Мерсин
Ме́рсин (тур. Mersin) — город, расположенный на юго-восточном побережье Турции (Мерсинский залив), в котором проживает около 1 084 789 жителей. Административный центр ила (области) Мерсин. Город известен своими прибрежными бульварами с пальмами, парками, отелями европейского типа, торговыми центрами и зоной свободной торговли.

## История
Местность начала заселяться с 7-го тысячелетия до н. э. Во время археологических раскопок на холме Юмюк-Тепе (тур. Yümüktepe) английский археолог Джон Гарстанг обнаружил 23 культурных слоя, самый ранний датируется 6300 годом до н. э. Городские укрепления были возведены в 4500 году до н. э., но основное строительство датируется между 3200 и 1200 годами до н. э.
Город упоминается многими античными авторами. Во времена Древней Греции он носил имя Зефирий (др.-греч. Ζεφύριον). Страбон, древнегреческий географ, упоминает местность Киликию, столицей которой был Тарс (Ταρσός), а Мерсин, как наиболее близко расположенный порт, являлся «главными воротами» Киликии. После расцвета Константинополя торговля сместилась туда, и Мерсин потерял своё значение. Название города латинизировалось (лат. Zephyrium), а позже он был переименован в Адрианополь (др.-греч. Aδριανούπολις) в честь императора Адриана. В Средние века был населён преимущественно армянами и входил в состав Киликийской Армении. Армяне называли город «Зепьюр».
Меч, найденный в Юмуктепе, был обнаружен с медными монетами Константина X Дуки и Евдокии (1059—1067). Средневековый меч относится к группе H по типологии норвежского археолога Яна Петерсена.

### Киликийская резня
В 1909 году мусульманские политические движения Турции организовали по всей Киликии, в том числе в Мерсине, этническую чистку христианского населения, которая осталась в истории под названием «Киликийская резня». Расследование событий было поручено парламентской комиссии, член которой Акоп Бабигян сообщил, что всего было убито 21 000 человек, включая 19 479 армян, 850 сирийцев, 422 халдея и 250 греков.
Описывая погромы, российский посол в Константинополе И. Зиновьев докладывает:
Как явствует из полученных мною от нашего вице-консула в Мерсине господина Мавромати телеграмм, неистовства мусульман в Аданском вилайете дошли до чудовищных размеров. Число погибших христиан, в особенности армян, доходит до 15 000 человек. Наша канонерская лодка «Уралец» под командой капитана 2-го ранга Кузнецова прибыла в Александретту 15 (28) сего месяца…
Телеграммой от 19 апреля (2 мая) командир канонерской лодки «Уралец» капитан 2-го ранга Кузнецов доносит российскому послу, что, прибыв в Мерсин, он нашёл там много женщин и детей, оставшихся после избиения их мужей и отцов:
В этот день российские моряки высадились на берег и, направив свои винтовки к толпе погромщиков, заставили их разбежаться восвояси. На этом берегу высадились российские матросы. Они, взяв на борт около 70 человек, большинство которых были женщины и дети, спасли их и перевезли в Александретту…
После резни 1909 года в Мерсин переселяется большое число мусульман, которых расселяют в дома убитых христиан (прежде всего армян), число же самих христиан значительно сокращается. К 1912 году армяне составляли уже лишь 21 % населения города. Они были уничтожены в ходе геноцида 1915–1921 годов.

## Административно-территориальное деление
Город Мерсин делится на четыре муниципальных района:
- Акдениз (Akdeniz)
- Мезитли (Mezitli)
- Торослар (Toroslar)
- Енишехир (Yenişehir)

## Транспортное сообщение
Ближайший к Мерсину аэропорт — международный аэропорт Адана (69 км). Юго-восточнее города Тарсус, в 45 км от Мерсина, реализуется проект строительства нового аэропорта — Чукурова (тур. Çukurova Bölgesel Havaalanı). Открытие аэропорта Чукурова

позволит наладить надёжное прямое авиасообщение с Мерсином, в результате чего планируется увеличение числа туристов в данном регионе Турции.
Между Мерсином и соседними провинциями хорошо развито железнодорожное сообщение. Железная дорога была построена в 1866 году и служила в основном для поставки хлопка в порт. Во времена гражданской войны между южными и северными штатами в США и блокадой Юга, Мерсин получил большое значение из-за возможности поставки хлопка.
Скоростные автомагистрали связывают Мерсин со всеми провинциями Турции.
Мерсин является одним из важнейших портов Турции (порт Мерсин — тур. Mersin Limani) — более 23 пирсов и доков образуют порт площадью 786 000 м² с пропускной способностью более 3800 судов. Порт Мерсин позволяет осуществлять морское сообщение с более чем 100 международными портами. Эти численные показатели делают Мерсин не только важнейшим, но и крупнейшим портом страны.

## Метрополитен
3 января 2022 года, на митинге дан старт строительства мерсинского метрополитена срок строительства 3,5—4 года. Открытие намечено на 2026 год.

## Экономика

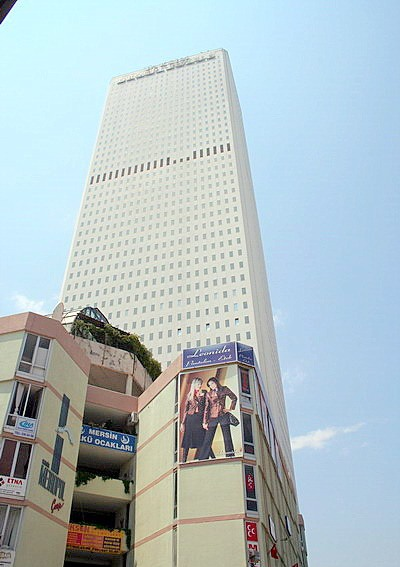
Mertim Tower.

- В городе развиты рыболовная, нефтяная, цементная, пищевая и текстильная промышленность. Большое значение для экономического развития города имеет и то, что в регионе Мерсин располагается крупнейший порт страны, являющийся важным звеном в торговых отношениях Турции со множеством стран. Город Мерсин сегодня относится к курортным, хотя ещё несколько лет назад во всём регионе практически невозможно было встретить иностранных туристов. На сегодняшний момент туризм уже является одной из отраслей, приносящей прибыль и региону, и городу.

Занятость мужского населения — 60 %, женского — 16 %, детская смертность — 0,48 %.
В 310 км от города совместно с Россией в 2018 году начато сооружение АЭС Аккую для обеспечения электроснабжением Турции и ближайших стран. Ввод АЭС в эксплуатацию намечен на 2023 год.

## Культура
В Мерсине находится университет (Mersin Üniversitesi), основанный 3 июля 1992 года, состоящий из 11 факультетов, в которых более 100 профессоров и 18 000 студентов. Здесь также находится океанографический факультет университета города Анкары.
В июне 2013 года в Мерсине были проведены Средиземноморские игры.

## Достопримечательности
- На западной окраине города находятся развалины хеттской крепости (XIII—XIV века до н. э.)
- В 11 км юго-западу от Мерсина находятся развалины античного города Солы (др.-греч. Σόλοι, лат. Soli), также бывшего известным под названием Помпейополь (др.-греч. Πομπηϊούπολις, лат. Pompeiopolis), построенного при хеттах и разрушенного во время землетрясения в 528 году. Сохранились остатки колоннады и театра, гавани.
- Тарсус, один из крупнейших городов провинции Мерсин, — место рождения апостола Павла, где в Средние века в его честь был возведён храм.
- Провинция Мерсин известна также тем, что Марк Антоний подарил Клеопатре в качестве свадебного подарка земли между Мерсином и Аланьей.
- Mertim[англ.] (сокр. от Mersin Ticaret Merkezi — «Мерсинский бизнес центр») — самое высокое здание в городе Мерсин и одно из самых высоких в Турции (177 м). Пятидесятидвухэтажное здание было построено в 1987 году.
- Мечеть Эски (Eski) — один из важных памятников архитектуры османского времени (1870), была реставрирована в различные периоды.
- Римские термы украшены изысканными мозаиками.

## Города-побратимы
- Уфа, Россия
- Нижнекамск, Россия